# Abagrotis denticulata
Abagrotis denticulata är en fjärilsart som beskrevs av Mcdunnough 1946. Abagrotis denticulata ingår i släktet Abagrotis och familjen nattflyn. Inga underarter finns listade i Catalogue of Life.